# Laura Knight

Laura Knight omstreeks 1910

Laura Knight Johnson (Derbyshire, 1877 - Londen, 1970) was een Britse kunstschilderes uit Engeland.
Knight was leerlinge aan de Nottingham School of Art op veertienjarige leeftijd, daartoe aangezet door haar artistieke moeder. Hier leerde zij haar latere echtgenoot, Harold Knight, kennen met wie zij ging werken in Staithes, een klein vissersdorp in Yorkshire.
Na een periode in Nederland, waar zij de Hollandse meesters bestudeerden, kwamen zij naar Cornwall. Aanvankelijk woonden zij in Newlyn maar verhuisden later naar Lamorna, waar zij de centrale figuren werden in de groeiende kunstenaarskolonie Newlyn Group.
Laura is vooral bekend van haar rustige zee-en strandzichten.
In haar balletschilderijen komt de invloed van Degas duidelijk naar voren.
In 1919 verhuisden de Knights naar Londen maar Laura behield haar studio in Lamorna en keerde regelmatig naar Cornwall terug. In 1936 werd zij de eerste vrouw die verkozen werd tot lid van de Royal Academy. Zij was ook de officiële portretschilder tijdens het Proces van Neurenberg.
Laura Knight stierf in 1970, op de leeftijd van 93 jaar, en wordt nog steeds beschouwd als een van de talentrijkste Britse artiesten uit de eerste helft van de 20e eeuw.
- Auckland Art Gallery Toi o Tāmaki: 2227
- Art Gallery of South Australia: 3800
- Bibsys: 2032882
- Biblioteca Nacional de España: XX894499
- Bibliothèque nationale de France: cb12498460w (data)
- CiNii: DA12213450
- Gemeinsame Normdatei: 119391848
- International Standard Name Identifier: 0000 0000 8365 3621
- Library of Congress Control Number: n85225095
- Nationale Bibliotheek van Letland: 000162840
- Nationale Bibliotheek van Tsjechië: xx0226057
- Nationale bibliotheek van Australië: 35753203
- Nationale Bibliotheek van Israël: 987007499279805171
- Nederlandse Thesaurus van Auteursnamen: 074193767
- RKD-Nederlands Instituut voor Kunstgeschiedenis: 45040
- SNAC: w6sj9gfh
- Système universitaire de documentation: 034203141
- Museum of New Zealand Te Papa Tongarewa: 1275
- Trove: 1071874
- Union List of Artist Names: 500017204
- Virtual International Authority File: 24706017
- WorldCat: E39PBJr3wCJ7W3JQCG9WqVqRKd